# Vrchteplá
Vrchteplá és un poble i municipi d'Eslovàquia que es troba a la regió de Trenčín.

## Història
La primera menció escrita de la vila es remunta al 1351.

## Demografia
| Godina             | 1994 | 2004   | 2014   | 2024   |
| ------------------ | ---- | ------ | ------ | ------ |
| Nombre de persones | 260  | 256    | 272    | 248    |
| Diferència         |      | −1,53% | +6,25% | −8,82% |

| Godina             | 2023 | 2024   |
| ------------------ | ---- | ------ |
| Nombre de persones | 244  | 248    |
| Diferència         |      | +1,63% |